# محول أعلى (تعز)
محول أعلى هي إحدى قرى الجمهورية اليمنية. تتبع جغرافيا لمحافظة تعز وإداريًا لمديرية خدير. يبلغ تعداد سكانها 2847 نسمة حسب الإحصاء الذي أجري عام 2004.